# Johannes Sudiarna Hadiwikarta
Johannes Sudiarna Hadiwikarta, né le 28 mars 1944 à Wonosobo dans la province de Java central et mort le 13 décembre 2003, est un prélat indonésien, évêque du diocèse de Surabaya en Indonésie de 1994 à 2003.

## Biographie
Il est ordonné prêtre pour l'Archidiocèse de Semarang le 8 décembre 1970.
En 1974, il étudie l'Arabe classique à l'Institut pontifical d’études arabes et d'islamologie pour devenir plus tard  enseignant au séminaire.
De 1990 à 1994, il exerce la fonction de Vicaire général de l'Archidiocèse de Semarang

## Évêque
Le 26 mars 1994, le pape Jean-Paul II le nomme évêque de Surabaya.
Il reçoit l'ordination épiscopale le 25 juillet 1994 des mains de Mgr Aloysius Josef G. Dibjokarjono.